# Stavoren (fyr)
Stavoren fyrtånet er et fyrtårn lavet af støbejern som står i nærheden af Stavoren havn ved IJsselmeer. Det er en del af et signal system der også indbefatter to lys, et rødt og et grønt, som står ved Stavorens havnebrygge. Fyrtårnet er bygget i 1884 og har haft status af Rijksmonument siden 1999. Tårnet blev restoreret i 2001, hvor det blev sandblæst og malet.
Tårnet er 15,7 meter højt og har en sigtbarhed på 12 sømil. Det sekskantede tårn har ikke radar og er heller ikke bemandet. Tårnet gør i øvrigt brug af en Fresnellinse. Tårnet består af i alt fire etager og er tilgængeligt via en spindeltrappe. De to associerede lys på havnebryggen er opført i samme materialer som fyrtårnet. Et identisk fyrtårn kan i øvrigt findes på øen Wieringen.

## Historie
Stavoren har altid spillet en vigtig rolle som havn, ikke kun grundet Hansa historien, men også grundet den gode lokation i forhold til Friesland. Vigtigheden af Stavoren som havneby blev yderligere styrket da en jernbane mellem Leeuwarden og Stavoren blev bygget i 1884 og en færgelinje blev åbnet til Enkhuizen samme år. Derfor blev det i 1884 også besluttet at opføre et signal system omkring byen, som kunne sikre at skibstrafikken kom sikkert i havn.
I 1884 blev derfor opført et støbejerns fyrtårn af fabrikant Brothers & Co. som del af et signal system der også inkluderede de to stadig bestandige lys på Stavorens havnebrygge. Det nye signal system sikrede dermed en mere sikker havneadgang til den gamle havn i Stavoren. I 1999 blev fyrtårnet udnævnt til Rijksmonoment, grundet sin store kulturelle betydning for området og da de er bevaret i den originale form, dog nu med elektrisk lys.